# Судимонт
Судимо́нт — село в Україні, у Михайлюцькій сільській громаді Шепетівського району Хмельницької області. Населення села становить 138 осіб (2007).

## Географія
Судимонт розташований в межиріччі Смолки та її лівої притоки Цмівки, на південний захід від центру громади.

## Історія
У 1906 році село Хролинської волості Ізяславського повіту Волинської губернії. Відстань від повітового міста 42 верст, від волості приблизно 11. Дворів 67, мешканців 410.